# L'Ange des maudits
Pour plus de détails, voir Fiche technique et Distribution.
L'Ange des maudits (titre original : Rancho Notorious) est un film américain réalisé par Fritz Lang en 1952.

## Synopsis
Un cow-boy, Vern Haskell, traque l'assassin de sa fiancée, violée et tuée la veille de leur mariage. Son seul indice sont les mots recueillis de la bouche du complice de l'assassin, avant qu'il n'expire : « Chuck-a-Luck », « Coup de Chance » en français. Après une longue traque de ville en ville à la recherche d'un établissement qui porterait ce nom, Vern entend raconter le coup de chance au jeu de l'entraineuse Altar Keane qui fit sauter la banque, coup favorisé par un certain Frenchy Fairmont, réputé pour sa rapidité au revolver. Lorsque Frenchy est arrêté en ville, Vern crée des troubles pour se faire mettre dans la même cellule de la prison. Il se fait passer pour un bandit, parvient à s'évader avec Frenchy qui le mène dans un ranch isolé baptisé « Chuck-a-Luck », refuge tous les hors-la-loi du pays, géré par Altar Keane. Elle porte la broche que Vern avait offert à sa fiancée. Pour savoir lequel des hors-la-loi lui a offert se bijou, Vern lui fait la cour. Éconduit à plusieurs reprises, Vern finit par obtenir le nom du donateur, l'assassin qu'il recherche depuis un an.
Après une attaque de banque qui tourne mal, Vern fait arrêter cet assassin. Persuadés que ce dernier a été trahi par Altar Keane, les bandits pensent qu'elle est sur le point de les dénoncer tous. Ils reviennent au ranch pour lui régler son compte.

## Fiche technique
- Titre : L'Ange des maudits
- Titre original : Rancho Notorious
- Réalisation : Fritz Lang
- Scénario : Daniel Taradash d'après le roman Gunsight Whitman de Sylvia Richards
- Photographie : Hal Mohr, assisté de Sam Leavitt (cadreur, non crédité)
- Musique : Ken Darby, Emil Newman Hugo Friedhofer (non crédité) et Arthur Lange (non crédité)
- Directeur artistique : Wiard Ihnen
- Décors de plateau : Robert Priestley
- Montage : Otto Ludwig
- Production : Howard Welsch
- Société de production : Fidelity Pictures
- Distribution : RKO
- Pays de production : États-Unis
- Format : couleurs (Technicolor) - 35 mm - 1,37:1 - Son : mono (RCA Sound System)
- Genre : Western
- Durée : 89 minutes
- Dates de sortie :
  - États-Unis : 1er mars 1952
  - France : 11 mars 1953
- Affiche : Roger Soubie (France)

## Distribution
- Marlène Dietrich (VF : Hélène Tossy) : Altar ou Alice Keane
- Arthur Kennedy (VF : Jacques Thébault) : Vern ou Frank Haskell
- Mel Ferrer (VF : Jean Violette) : Frenchy Fairmont
- Gloria Henry : Betty Forbes
- William Frawley (VF : Raymond Rognoni) : Baldy Gunder
- Lisa Ferraday : Maxime
- John Raven : L'aubergiste
- Jack Elam (VF : Jean Berton) : Geary
- Dan Seymour (VF : Marcel Lestan) : Comanche Paul
- George Reeves (VF : Jean Clarieux) : Wilson
- Rodric Redwing (VF : Serge Lhorca) : Rio
- Frank Ferguson (VF : Jean Gournac) : Le Prêcheur
- Francis McDonald (VF : Paul Forget) : Harbin
- John Kellogg (VF : Raymond Loyer) : Jeff Factor

Acteurs non crédités
- Lane Chandler : Shérif Hardy
- Charles Gonzaves : Hevia
- William Haade : Shérif Sam Bullock
- Tom London : Shérif-adjoint
- Merrill McCormick : Spectateur de la course
- Alex Montoya : Barman
- Harry Woods : Marshal McDonald

## Autour du film
- L'Ange des maudits est le troisième western de Lang, après Le Retour de Frank James (1940) et Les Pionniers de la Western Union (1940).
- Lang, comme dans tous ses films, raconte ici une histoire de haine et d'amour, de meurtre et de vengeance, finalement de mort.
- Le film est rythmé par une ballade mélancolique, La légende de Chuck-a-Luck (Chuck-a-Luck, « Coup de chance », est le nom du ranch).
- Il est très surprenant d'entendre dans ce film de 1952 une musique ressemblant très fortement à celle de la chanson Love me tender d'Elvis Presley et Vera Matson. Il semble s'agir du chant de la guerre de sécession Aura Lee (en)[réf. souhaitée].
- Le film fait l'objet d'une avant-première à Chicago le 4 mars 1952. Dietrich accepte de participer à ce lancement et de chanter deux chansons, dont une tirée du film en question. Mais, constatant que la robe du soir d'Elisabeth Arden ne la mettait pas en valeur (« On aurait dit un homard travesti »[1]), sa fille lui suggéra de procéder à un « changement éclair » dont elle-même avait le secret, travaillant dans des émissions de télévision en direct. « J'appris donc à ma mère le truc de la superposition de costumes et le minutage. Lorsqu'elle apparut sur la vaste scène, elle portait déjà sous les volumes de son ample jupe les collants noirs et les bottines lacées du film. Elle sortit en coulisse après sa présentation au public, j'arrachai la robe, elle enfila le fond de robe sur lequel tout le costume, emmanchures, plastron, boléro et bijoux étaient déjà cousus, je remontai la fermeture Éclair et, en l'espace de soixante secondes, ce fut la « vraie » Dietrich qui s'avança sur la scène, après avoir métamorphosé le gros homard en une pulpeuse reine des entraîneuses ! Dans le public, ce fut le délire comme au temps des GIs pendant la guerre. Elle avait gagné ! » Comme le dit encore sa fille, cela l'amena « à trouver une fois encore la solution qui allait contribuer à l'immense succès qu'elle recueillit à Las Vegas »[1].